# Abnormaal goedgunstig voordeel
Een abnormaal goedgunstig voordeel (Frans: avantages anormaux ou bénévolés) is een term uit het Belgisch belastingrecht die kan worden teruggevonden in artikel 26 van het Wetboek van de Inkomstenbelastingen van 1992. Dit is een regel die een bepaalde vorm van belastingontwijking wil tegengaan.
De basisregel houdt in dat wanneer een in België gevestigde onderneming abnormaal goedgunstige voordelen verleent, de waarde van dit voordeel toch bij de winst wordt gevoegd van de onderneming die het voordeel had verstrekt. Fiscaal-boekhoudkundig gezien wordt dit voordeel dan gekwalificeerd als een verworpen uitgave, wat onder andere wil zeggen dat het niet aftrekbaar is bij de onderneming die het voordeel verstrekt.

## Basisregel en uitzonderingen

### Basisregel
Indien een Belgische onderneming abnormaal goedgunstige voordelen verstrekt aan een ander, wordt de waarde van dit voordeel bij de winst van de eerstgenoemde onderneming gevoegd.
Het is aan de fiscus om te bewijzen dat dit het geval is.
Belangrijk is dat de artikelen 49 en 54 WIB voorrang hebben op artikel 26. Volgens artikel 49 zijn beroepskosten slechts aftrekbaar in de mate dat ze gemaakt zijn om inkomsten te behalen of te behouden. Artikel 54 stelt dat vergoedingen betaalt aan buitenlandse vennootschappen of buitenlandse vaste inrichtingen in belastingparadijzen niet aftrekbaar zijn, tenzij de belastingplichtige bewijst dat deze vergoeding werd gegeven in het kader van werkelijke en oprechte verrichtingen en de vergoeding bovendien normaal/marktconform is. België werd in het arrest SIAT van het Hof van Justitie van de Europese Unie veroordeelt omdat artikel 54 onduidelijk is. Bovendien bepaalt artikel 55 WIB dat interesten slechts aftrekbaar zijn indien ze marktconform zijn. Artikel 53, 10° WIB bepaalt bovendien dat kosten die op onredelijke wijze de bedrijfsbehoeften overtreffen, niet aftrekbaar zijn.

### Uitzonderingen

#### Uitzondering op de basisregel
Deze basisregel is evenwel niet van toepassing indien het voordeel "in aanmerking komen voor het bepalen van de belastbare basis van de verkrijger", wat erop neerkomt dat de verkrijger een in België gevestigde genieter dient te zijn aangezien deze ook onderworpen is aan de Belgische inkomstenbelasting. Deze uitzondering beoogt dubbele belasting tegen te gaan aangezien de winst dan wordt belast bij zowel de verstrekker als bij de verkrijger.
In dit geval moet wel in het achterhoofd worden gehouden dat in de personenbelasting en vennootschapsbelasting respectievelijk volgens de artikelen 79 en 207, zevende lid er door de verkrijger geen verliezen mogen worden afgetrokken van het verkregen abnormaal goedgunstig voordeel.
De belastingplichtige dient te bewijzen dat aan de voorwaarden van deze uitzondering is voldaan.

#### Uitzondering op de uitzondering
Het tweede lid van artikel 26 WIB voorziet in drie uitzonderingen op de uitzondering. In drie gevallen zal de winst toch worden gevoegd bij de winst van de verstrekker, zelfs indien de uitzondering op de basisregel van toepassing is:
1. indien de verkrijger van het voordeel een buitenlandse groepsvennootschap is, waaronder zowel onderlinge juridische (bv. moeder-dochterverhouding) als economische (bv. exclusiviteitsovereenkomst) afhankelijkheid moeten worden verstaan;
2. indien de verkrijger in een belastingparadijs is gevestigd, dit is een belastingjuridictie waar de inkomstenbelastingregeling "aanzienlijk gunstiger" is dan in België: het is niet duidelijk wat een "aanzienlijk gunstiger" regime is;
3. indien de verkrijger een belang gemeen heeft met een belastingplichtige vermeld in 1. of 2.: dit is bijvoorbeeld het geval wanneer tussen de verstrekker en de verkrijger een niet gelieerde vennootschap wordt geplaatst, die het voordeel doorgeeft aan de verkrijger.

Indien een van deze uitzonderingen van toepassing is, geldt er een onweerlegbaar vermoeden dat er sprake is van een abnormaal goedgunstig voordeel. De belastingplichtige kan in dat geval geen tegenbewijs leveren. Niettemin laat de rechtspraak toch toe dat de belastingplichtige zakelijke of economische redenen kan inroepen die het abnormaal goedgunstig voordeel rechtvaardigen, zoals bijvoorbeeld het geval is bij een moedervennootschap die een zeer voordelige lening verstrekt aan een dochtervennootschap om het faillissement van laatstgenoemde te vermijden, alsook haar afzetmarkt en het imago van de groep te vrijwaren. Evenwel kan de kwijtschelding van de schulden die een moedervennootschap heeft op haar buitenlandse dochter, niet als normaal worden beschouwd als die handeling tot gevolg heeft gehad dat de moedervennootschap gedurende twee opeenvolgende jaren verlieslatend werd.

## Abnormaal goedgunstig voordeel
Het voordeel moet voldoen aan 3 voorwaarden om te kunnen worden gekwalificeerd als een abnormaal goedgunstig voordeel. Het moet gaan om:
1. een voordeel: dit is iedere verrijking voor de ontvanger zonder dat hij hiervoor een adequate/equivalente tegenprestatie verricht;
2. dat abnormaal is: d.w.z. dat het voordeel werd verstrekt zonder normale vergoeding, onder abnormale economische of financiële voorwaarden, tegen de gangbare marktpraktijken in;
3. en goedgunstig is: d.w.z. dat het voordeel werd toegestaan zonder dat er daartoe een verplichting bestond of zonder dat hiervoor een vergoeding werd betaald.

Dit komt dus neer op transacties die niet voldoen aan het arm's length beginsel (Nederlands: zakelijkheidsbeginsel), wat wil zeggen dat onafhankelijke ondernemingen deze transactie niet zouden zijn aangegaan onder deze voorwaarden. Het Hof van Cassatie heeft in een arrest van 29 april 2005 beslist dat ook voordelen die onder abnormale omstandigheden verkregen werden in het kader van verrichtingen die puur fiscaal geïnspireerd zijn en niet kunnen worden verklaard op basis van economische doelstellingen, ook moeten worden beschouwd als abnormaal goedgunstige voordelen.
Voorbeelden van abnormaal goedgunstige voordelen zijn:
- interestvrije leningen of voorschotten;
- royaltyvrije licenties;
- de levering van gratis goederen/diensten;
- de kosteloze terbeschikkingstelling van vermogensbestanddelen, zoals bijvoorbeeld onroerende goederen;
- de overdracht van activa/goederen onder de normale marktprijs;
- het niet opeisen van schuldvorderingen.

## Relevantie
Deze regel heeft in een internationale context sterk aan belang ingeboet met de invoering van artikel 185, § 2 WIB, dat de fiscus toelaat om een opwaartse winstcorrectie door te voeren in de situatie waar een Belgische vennootschap met een buitenlandse groepsvennootschap een transactie aangaat waarvan de voorwaarden niet marktconform zijn (lees: niet voldoen aan het arm's length beginsel. Niettemin is artikel 185, § 2 enkel van toepassing op  internationale situaties en niet op nationale situaties.
Wat betreft nationale situaties waarbij de Belgische ontvanger van het voordeel niet wordt belast op dat voordeel, blijft artikel 26 wel zeer relevant (bijvoorbeeld indien een vennootschap een abnormaal goedgunstig voordeel verstrekt aan de zus van de zaakvoerder).